# 김영환 (1955년)
김영환(金榮煥, 1955년 5월 27일~)은 대한민국의 관료, 정치인이다. 민선 8기 충청북도지사(2022~)이다. 제3대 과학기술부 장관과 제15·16·18·19대 국회의원을 지냈다.

## 생애
충청북도 청주시 출신이다. 연세대학교 치과대학 재학 시절 1977년과 1980년 두 차례 학교에서 제적 조치 처분되었다. 1977년 대통령긴급조치 제9호 위반 등으로 총 20개월간 징역을 살았다. 1980년 2월 29일 일반복권 되었다. 김영환은 학교에서 쫓겨난 뒤에 노동운동에 투신했으며, 전기공사기사 1급, 소방설비기사 1급 등 6개 자격증을 취득했다. 전기기술자로 활동하다가 신한일 전기에서 단순조립공으로 활동하면서 시인으로 문단에 등단했다. 1987년 '김해윤'이란 필명으로 첫 번째 시집 《따라오라 시여》를 냈으며, 이 시집에 '단순조립공의 하루'이라는 시는 훗날 민중가요 '단순조립공'으로 만들어졌다. 1989년 15년만에 연세대 치대를 졸업하고 치과의사로 개업했다.
1995년 노동운동 시절부터 노선을 같이하던 김근태와 함께 새정치국민회의의 발기인으로 참여했으며, 1996년도에는 국민회의 공천으로 안산 갑에서 국회의원에 당선되어 내리 2선을 기록했다.
2001년 국민의 정부 최연소 과학기술부 장관에 임명됐다.
2003년 새천년민주당이 열린우리당과 분당되는 당시 '분당없는 신당, 분당없는 개혁' 노선을 견지했으며, 열린우리당이 창당되자 추미애, 조순형과 함께 새천년민주당에 잔류했다. 새천년민주당에서 대변인, 정책위의장, 최고위원 등을 역임했다.
2004년 탄핵역풍으로 낙선 후 북촌 한옥마을에 최초의 한옥치과 '이해박는집'을 만들었다. 성북동에 정원이 있는 치과, 안산에 최초의 창고형 병원인 '치과, 이해박는 집'을 만들어 이해박는집 대표원장을 지냈다.
2008년 1월 민주당을 탈당했다가 곧이어 3월에 복당을 신청, 그러나 복당이 불허되자 2008년 18대 총선에서 무소속으로 출마했으나 낙선했다.
2009년 10월 28일 재보궐선거에서 한나라당의 송진섭 후보를 꺾고 5년 6개월 만에 안산상록 (을) 18대 국회의원에 당선되었다. 당선 직후 4대강 사업에 반대해 공사현장을 직접 답사한 후 장시집 '흐르는 강물에 갈퀴손을 씻으라'를 발간해 베스트셀러에 올랐다. 2010년 6월 18대 국회 하반기에 지식경제위원장으로 선출되었다. 대중소기업 상생, 경제민주화 실현을 위해 노력하면서 동료의원 90명이 함께 하는 '중소기업과 골목상권을 지키는 의원모임'을 만들어 대표를 맡았다. 특히 대형마트 영업시간 제한 및 의무휴업을 골자로 하는 유통산업발전법, 대중소상생법, 소상공인지원법 등을 입법화하는 데 큰 역할을 했다. 또한, 후쿠시마 원전 사태, 2011년 9월 대규모 정전사태 당시 과학기술과 원전에 대한 지식, 전기기술자로서의 경험 등을 살려 의정을 펼쳤다.
2012년 19대 총선에서 4선 국회의원으로 당선되었다. 2016년 더불어민주당을 탈당하여 국민의당에 입당하였고, 4.13 20대 총선에서 자신의 지역구인 안산 상록을에 출마하였지만, 더불어민주당 김철민 후보에게 399표 차로 뒤쳐져 낙선하였다.
2018년 열린 제7회 전국동시지방선거에서 바른미래당의 경기도지사 후보로 출마했지만 4.81%의 득표율을 올리며 낙선했다.
2020년 2월 미래통합당으로 합류했다. 이후 미래통합당의 최고위원이 되었다. 20대 총선을 앞두고 고양시 병 선거구에 공천을 받았다.
2020년 21대 총선에서 고양시 병에 출마하였지만, 더불어민주당 홍정민 후보에게 뒤저 2위로 낙선했다.
2022년 제8회 지방선거에서 국민의힘 충청북도지사 후보로 공천되었으며, 더불어민주당 노영민 후보를 꺾고 당선되었다.

## 학력
- 청천국민학교 졸업
- 청천중학교 졸업
- 청주고등학교 졸업
- 연세대학교 치과대학 치의학 학사(1989년)
- 연세대학교 경제대학원(공공발전 전공) 경제학 석사 (학위논문명 - 금용안전망 체계의 발전방안 연구: 예금보험공사 자산관리공사 분할을 중심으로)

## 경력
- 1995: 새정치회의 창당준비위원회 부대변인
- 1995: 새정치국민회의 창당발기인
- 1995. 10. 새정치국민회의 부대변인
- 1996년 4월 11일: 대한민국 제15대 국회의원 선거 당선(경기 안산시 갑, 새정치국민회의, 초선)
- 1996. 5.~2000. 5. 제15대 국회의원(경기 안산시 갑, 새정치국민회의→새천년민주당, 초선)
  - 1996. 6.~1998. 5. 제15대 국회 전반기 통신과학기술위원회 위원
  - 1998. 6.~2000. 5. 제15대 국회 후반기 과학기술정보통신위원회 간사
- 1996.~2000. 새정치국민회의 경기도 지부 안산시 갑 지구당위원장
- 1996. 5. 새정치국민회의 정세분석실장
- 1998. 3. 새정치국민회의 정세분석위원회 위원장
- 2000년 4월 13일: 대한민국 제16대 국회의원 선거 당선(경기 안산시 갑, 새천년민주당, 재선)
- 2000. 5.~2004. 5. 제16대 국회의원(경기 안산시 갑, 새천년민주당, 재선)
  - 2000. 6.~2001. 3. 제16대 국회 전반기 과학기술정보방송통신위원회 위원
  - 2002. 6.~2004. 5. 제16대 국회 후반기 과학기술정보통신위원회 위원
- 2000.~2004. 새천년민주당 경기도 지부 안산시 갑 지구당위원장
- 2000. 9. 새천년민주당 홍보위원장
- 2001: 새천년민주당 대변인
- 2001. 3.~2002. 1. 제3대 과학기술부 장관
- 2003. 9. 새천년민주당 정책위원회 의장
- 2003. 11. 새천년민주당 최고위원
- 2003. 12. 새천년민주당 전자정당추진특별위원회 위원장
- 2004. 새천년민주당 경기도 지부 안산시 상록구 갑 지구당위원장
- 2004. 11.~2005. 11. 캠브리지대학교 방문연구원
- 이해박는집 대표원장
- 2009년 10월 29일: 2009년 하반기 재보궐선거 당선(경기 안산시 상록구 을, 민주당, 3선)
- 2009. 10.~2012. 5. 제18대 국회의원(경기 안산시 상록구 을, 민주당→민주통합당, 3선)
  - 2009. 11.~2010. 5. 제18대 국회 전반기 국토해양위원회 위원
  - 2010. 6.~2012. 5. 제18대 국회 후반기 지식경제위원회 위원장
- 2009. 11.~2011. 12. 민주당 경기도당 안산시 상록구 을 지역위원회 위원장
- 2011. 12.~2013. 5. 민주통합당 경기도당 안산시 상록구 을 지역위원회 위원장
- 2012년 4월 11일: 대한민국 제19대 국회의원 선거 당선(경기 안산시 상록구 을, 민주통합당, 4선)
- 2012. 5.~2016. 5. 제19대 국회의원(경기 안산시 상록구 을, 민주통합당→민주당→새정치민주연합→더불어민주당→무소속→국민의당, 4선)
  - 2012. 6.~2016. 5. 제19대 국회 전·후반기 정무위원회 위원
- 2013. 5.~2014. 3. 민주당 경기도당 안산시 상록구 을 지역위원회 위원장
- 2013.: 민주당 인재영입위원장
- 2014.: 새정치민주연합 세월호사고대책위원회 위원장
- 2014. 3.~2015. 12.: 새정치민주연합 경기도당 안산시 상록구 을 지역위원회 위원장
- 2015. 12.~2016. 1. 더불어민주당 경기도당 안산시 상록구 을 지역위원회 위원장
- 2016. 2. 국민의당 인재영입위원장
- 2016. 2.~2016. 4. 국민의당 선거대책위원회 공동위원장
- 2016. 2.~2018. 2. 국민의당 경기도당 안산시 상록구 을 지역위원회 위원장
- 2016. 3.~2016. 7. 국민의당 경기도당 위원장
- 2016. 5.~2016. 11. 국민의당 사무총장
- 2017. 1.~2017. 5. 국민의당 최고위원
- 2017. 2. 국민의당 대선기획단장
- 2018. 2.~2019. 5. 바른미래당 경기도당 안산시 상록구 을 지역위원회 위원장
- 2020. 2. 미래통합당 최고위원
- 2020. 5.~2020. 12. 미래통합당·국민의힘 경기도당 고양시 병 당원협의회 위원장
- 2021. 12. 제20대 대통령선거 국민의힘 윤석열 대통령 후보 선거대책위원회 인재영입위원장
- 2022. 3.~2022. 4. 제20대 대통령직인수위원회 특별고문
- 2022. 1.~2022. 5. 국민의힘 경기도당 고양시 병 당원협의회 위원장
- 2022년 6월 1일: 제8회 전국동시지방선거 당선(민선 8기, 충청북도지사, 국민의힘, 초선)
- 2022. 7.~ 제36대 충청북도지사(민선 8기, 국민의힘, 초선)[7]
- 2022. 7.~ 충북도립대학교 이사장
- 2022. 7.~ 충북테크노파크 이사장
- 상생과 통일 포럼 고문
- 2024. 12.~ 초대 충청광역연합장
- 2024. 12.~ 국민의힘 시·도지사 협의회 2대회장

## 저서

### 시집
- “따라오라 시여” (시인사)
- “지난날의 꿈이 나를 밀어간다” (실천문학사)1994.12.01
- “꽃과 운명” (푸른숲)2000.08.10
- “똥 먹는 아빠” (산하출판사)1997.07.10
- “과학동시집 “방귀에 불이 붙을까요?” (김영사)2001.10.20
- “불타는 바그다드의 어머니” (명상)2003.05.14
- “물왕리에서 우리가 마신 것은 사랑이었습니다” (명상)2003.11.28
- “돌관자여 흐르는 강물에 갈퀴손을 씻으라”(생각의 나무)2010.05.15
- “눈부신 외로움” (생각의 나무)2010.08.23

### 수필집
- “그대를 위한 사랑의 노래” (살림터) 1996. 1. 1.
- “홀로 선 당신이 아름답습니다“ (중앙M&B) 1999. 7. 16.
- “최초의 도전하라”(생각의 나무) 2010. 8. 23.
- “지난날의 꿈이 나를 밀어간다”(쌤앤파커스) 2011. 11. 14.
- “나라를 살리는 10가지 생각창고”(쌤앤파커스) 2012.
- “두눈박이의 이력서”(작가세계) 2012.

### 평론집
- “덧셈의 정치, 뺄셈의 정치” (나무와 숲) 2006. 2. 25.

## 역대 선거 결과
|  | 34.44% |

|  | 53.08% |

|  | 26.09% |

|  | 23.92% |

|  | 41.17% |

|  | 59.58% |

|  | 33.47% |

|  | 4.81% |

|  | 44.72% |

|  | 58.19% |

## 소속 정당
| 소속 정당 | 소속 정당      | 소속 기간 | 비고           |
| --------- | -------------- | --------- | -------------- |
|           | 새정치국민회의 | 1995~2000 | 창당 정계 입문 |
|           | 새천년민주당   | 2000~2005 | 합당           |
|           | 민주당         | 2005~2007 | 당명 변경      |
|           | 중도통합민주당 | 2007      | 합당           |
|           | 민주당         | 2007~2008 | 당명 변경      |
|           | 무소속         | 2008~2009 | 탈당           |
|           | 민주당         | 2009~2011 | 복당           |
|           | 민주통합당     | 2011~2013 | 합당           |
|           | 민주당         | 2013~2014 | 당명 변경      |
|           | 새정치민주연합 | 2014~2015 | 합당           |
|           | 더불어민주당   | 2015~2016 | 당명 변경      |
|           | 무소속         | 2016      | 탈당           |
|           | 국민의당       | 2016~2018 | 창당           |
|           | 바른미래당     | 2018~2019 | 합당           |
|           | 무소속         | 2019~2020 | 탈당           |
|           | 미래통합당     | 2020      | 창당           |
|           | 국민의힘       | 2020~현재 | 당명 변경      |

## 가족
- 배우자: 전은주 - 양현석 이종사촌
  - 아들: 김한결
  - 장녀: 김하늘
  - 차녀: 김하늬
  - 사위: 강원

## 같이 보기
- 안산시 갑 (1996년 선거구)
- 안산시의 국회의원
- 안산시 상록구 을
- 안산시 상록구의 국회의원
- 대한민국의 과학기술정보통신부 장관
- 충청북도지사